# Грибас, Винцас
Винцас Грибас (лит. Vincas Grybas; 1890—1941) — литовский скульптор, общественный и политический деятель. Один из самых известных литовских скульпторов-монументалистов первой половины XX века.

## Биография
Винцас Юргё Грибас родился 21 сентября (3 октября) 1890 года в селе Пелянай (ныне Шакяйский район Литвы). В 1896—1898 годах учился в начальной школе в посёлке Лукшяй. В 1904—1910 годах посещал частную художественную школу в Варшаве. В 1910—1914 годах (с перерывом) учился в Варшавской школе изобразительных искусств.
В 1914—1917 годах принимал участие в Первой мировой войне в рядах Русской армии. Принимал участие в революционном движении 1917 года, участвовал в формировании литовских частей Красной армии. В 1918 году вернулся в Литву. В 1919 году вступил в Социал-демократическую партию Литвы.
В 1923—1925 годах учился в Каунасской художественной школе у К. Склериса. В 1925—1927 годах учился в Париже в студии Э. А. Бурделя. С 1925 года участвовал в выставках. В 1927—1928 годах побывал в Италии, Германии, Австрии, Чехословакии. В 1928 году вернулся в Литву. С 1929 года жил в Юрбаркасе. В этом городе в своей мастерской Грибас создал свои самые известные памятники: писателю-просветителю С. Даукантасу, великому князю литовскому Витовту, композитору В. Кудирке, инженеру П. Вилейшису, монумент «Жемайтис» в честь литовского крестьянства.
После присоединения Литвы к СССР выполнил бюсты К. Маркса, Ф. Энгельса, В. И. Ленина, И. В. Сталина. Принимал активное участие в общественно-политической жизни. Был расстрелян белоповязочниками вместе с 300 евреями Юрбаркаса 3 июля 1941 года, как автор памятников коммунистическим деятелям.

## Память
В 1947 году в мастерской Винцаса Грибаса в городе Юрбаркасе был создан краеведческий музей. В 1960 году гимназии посёлка Лукшяй было присвоено имя Винцаса Грибаса.
Именем Винцаса Грибаса названа улица в Вильнюсе.
Многие работы скульптора хранятся в Каунасском художественном музее.